# USS Lafayette (FFG-65)
«Лафаєт» (англ. USS Lafayette (FFG-65)) — майбутній фрегат типу «Констелейшн». Свою назву отримав на честь маркіза Лафаєта, героя війни за незалежність США. Це четвертий корабель у складі ВМС США з цією назвою.

## Історія створення
Корабель був замовлений 18 травня 2023 року.
Про присвоєння назви 29 червня 2023 року оголосив Міністр військово-морських сил США Карлос Дель Торо під час візиту до Парижу.